# Фортеця Віслоуйсьце
Фортеця Віслоуйсьце (нім. Weichselmünde, пол. Twierdza Wisłoujście) — історична фортеця в Гданьску, в гирлі Вісли, її найважливішими завданнями були контроль торговельних суден, їх охорона та допомога в навігації світлом ліхтарів, а також до 19 століття вона мала військове значення.
В конструкції фортеці можна побачити різноманітні архітектурні стилі (починаючи з готики) та будівельні матеріали. Це пов'язано з тим, що протягом багатьох років фортеця відновлювалася після кожного руйнування. Її фундамент складають масивні дерев'яні ящики, заповнені камінням та занурені у воду, зверху яких насипано товстий шар щебеню. Серцем фортеці є циліндрична вежа, яка служила маяком до 1758 року . Вежу оточує цегляний вінець (іноді його називають гарматним), до якого по зовнішньому периметру прилягають офіцерські будинки. Навколо вінця був побудований чотирьохбастіонний квадратний форт, до якого веде брама з потерною всередині. З північно-західного боку форт примикає до Мертвої Вісли, а з інших боків його оточує шанець, відомий як Східний Шанець. Форт та Східний Шанець оточені ровами, що живляться від Мертвої Вісли.
До 1889 року верх вежі був пізньобарочним куполом 1721 року. Після того, як купол згорів у вогні від удару блискавки, його перебудували у вигляді конуса, вкритого черепицею, який проіснував до 1945 року. Також вежа мала годинник XVIII століття. У 1945 році артилерійськими снарядами були майже повністю зруйновані вежа, вінець, будинки офіцерів і верхні поверхи казарм. Також значно постраждали стіни форту. У 1959 році фортецю занесли до реєстру пам'яток і розпочали інвентаризаційно-проектні роботи з реконструкції комплексу .
Фортецю, яка є філією Гданського історичного музею, можна відвідати з травня по вересень. Щорічно тут проводяться реконструкції морських битв, зустрічі з групами історичних реконструкцій, майстер-класи зі старих ремесел, конференції та лекції. Також фортеця є одним з найбільших місць зимівлі кажанів у Поморському воєводстві.